# Der Mann im grauen Flanell (Film)

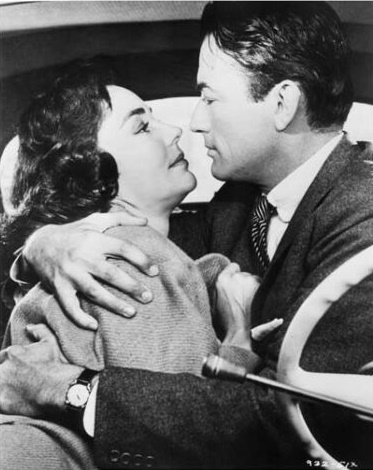
Jennifer Jones & Gregory Peck in Der Mann im grauen Flanell (1956)

Der Mann im grauen Flanell ist ein US-amerikanisches Filmdrama aus dem Jahr 1956. Er thematisiert die Wichtigkeit von Verantwortung und Ehrlichkeit in einer hauptsächlich auf kurzfristigen geschäftlichen Erfolg ausgerichteten Gesellschaft. Das Drehbuch beruht auf dem im Jahr 1955 erschienenen, gleichnamigen Roman von Sloan Wilson. Bei den Internationalen Filmfestspielen von Cannes lief der Film im Wettbewerb, wurde jedoch nicht ausgezeichnet.

## Handlung
Tom und Betsy Rath leben in den 50er Jahren mit ihren Kindern in einem billigen Haus in Connecticut. Tom ist 33 und Harvard-Absolvent. Er hat im Weltkrieg sowohl in Europa (Deutschland, Italien) als auch im Südpazifik gedient. Traumatische Erinnerungen an diese Zeit beeinflussen ihn.
Seine Frau Betsy möchte, dass ihr Mann mehr aus seinem Leben macht und drängt ihn, sich um Karriereschritte zu bemühen. Sie möchte in ein besseres Haus, eine bessere Wohngegend umziehen.
Tom bewirbt sich um einen PR-Job bei einem Fernsehsender und kommt bald in die Situation, zur geplanten Ansprache des Vorsitzenden im Rahmen einer Gesundheitskampagne eine Stellungnahme abzugeben. Tom findet den Entwurf ungeeignet, will aber lavieren, um nicht anzuecken. Seine Frau fordert ihn aber zu Ehrlichkeit auf, die Sache sei wichtig genug.
Da erfährt Tom von einem Kriegskameraden, dass er in Italien aus einer kurzen intensiven Liebesbeziehung einen Sohn hat, der seine Hilfe benötigt.
Tom entschließt sich zur Ehrlichkeit gegenüber seinem Chef und gegenüber seiner Frau. Sein Chef ist über das ehrliche Feedback zunächst irritiert, dann aber dankbar; seine Frau kann das Geständnis der früheren Liebesbeziehung zunächst kaum verkraften. Am Schluss entschließen sich Tom und Betsy, dem Kind in Italien 100 Dollar monatlich zu überweisen. Inwieweit das mit Toms Karriere vereinbar ist, bleibt unklar; im Telefongespräch mit seinem Chef bekennt Tom sich zu einer geregelten Angestelltentätigkeit und dazu, mehr Zeit zuhause mit der Familie zu verbringen.

## Rezeption
Das Lexikon des internationalen Films bescheinigt dem Film „Gepflegte Unterhaltung auf gehobenem Niveau“. Bosley Crowther bescheinigte in der New York Times, Regisseur und Drehbuchautor Johnson sei es gelungen, die verschlungene Erzählweise der Vorlage in eine filmtaugliche lineare Struktur umzuformen und treffe das genau richtige Erzähltempo. Die Schauspieler seien ausgezeichnet, der Film als ganzer „reif, zart und anrührend“. Voll des Lobes zeigt sich auch der Evangelische Film-Beobachter: „Vorzügliche Behandlung ernster Lebensfragen. Ab 16 sehr empfehlenswert.“